# Ратаје на Сазави
Ратаје на Сазави (чеш. Rataje nad Sázavou) је насељено мјесто са административним статусом варошице (чеш. městys) у округу Кутна Хора, у Средњочешком крају, Чешка Република.

## Становништво
Према подацима о броју становника из 2014. године насеље је имало 527 становника.